# 6131 Records
6131 Records är ett amerikanskt skivbolag med säte i Los Angeles, Kalifornien, USA. Bolaget är inriktat mot hardcore- och punkmusik och har gett ut skivor med artister som Strife,  New Found Glory med flera.

## Artister
- Gallows
- New Found Glory
- Strife

### Fotnoter
1. ↑  ”6131 Records”. Discogs.com. http://www.discogs.com/label/6131+Records. Läst 5 januari 2013.